# 서산산성
서산산성(西山山城)은 대한민국 전북특별자치도 고창군 고창읍에서 서북쪽으로 약 6km 정도 떨어진 석치동 마을 뒷산 섬틀봉에 위치하고 있는 삼국시대의 산성이다. 2000년 12월 29일 전라북도의 문화재자료 제177호로 지정되었다.

## 개요
이 산성은 고창읍에서 서북쪽으로 약 6km 정도 떨어진 석치동 마을 뒷산 섬틀봉에 위치하고 있으며 동·서·남쪽에 하천을 끼고 해발 20m 이하의 작은 지대를 굽어보는 곳에 축성하였다.
자연석을 이용하여 쌓은 테뫼식 석성으로서 남쪽은 비교적 작은 돌로 쌓은 반면에 북쪽은 이 보다 큰 돌로 쌓았다. 성벽은 남쪽 266m, 동쪽 142m, 북쪽 322m 정도로서 전체둘레는 730m에 이르며, 높이는 약 3m 내외이다.
『동국여지』,『증보문헌비고』,『대동지지』등에는 ‘서산고성’으로 표기되고 삼국시대에 축성된 것으로 기록되어 있어 백제시대에 축조된 것으로 판단되나 성곽 내부에서는 통일신라 토기도 확인되었다.
이 산성 주변에는 죽림리고인돌군과 함께 이 성곽과 관련된 것으로 판단되는 백제시대 석실고분과 고려 고분군이 산재되어 있다.

## 참고 자료
- 서산산성 - 국가유산청 국가유산포털